# 埃努维尔
埃努维尔（法語：Hénouville，法語發音：[enuvil]）是法国滨海塞纳省的一个市镇，属于鲁昂区。

## 地理
埃努维尔（49°28'42"N, 0°57'47"E）面积10.69 平方千米，位于法国诺曼底大区滨海塞纳省，该省份为法国北部沿海省份，其西部及北部濒大西洋英吉利海峡，东起顺时针与索姆省、瓦兹省、厄尔省和卡爾瓦多斯省接壤。
与埃努维尔接壤的市镇（或旧市镇、城区）包括：鲁马尔、塞纳河畔贝维尔、蒙蒂尼、圣皮埃尔-德瓦朗日维尔、拉沃帕利耶尔。

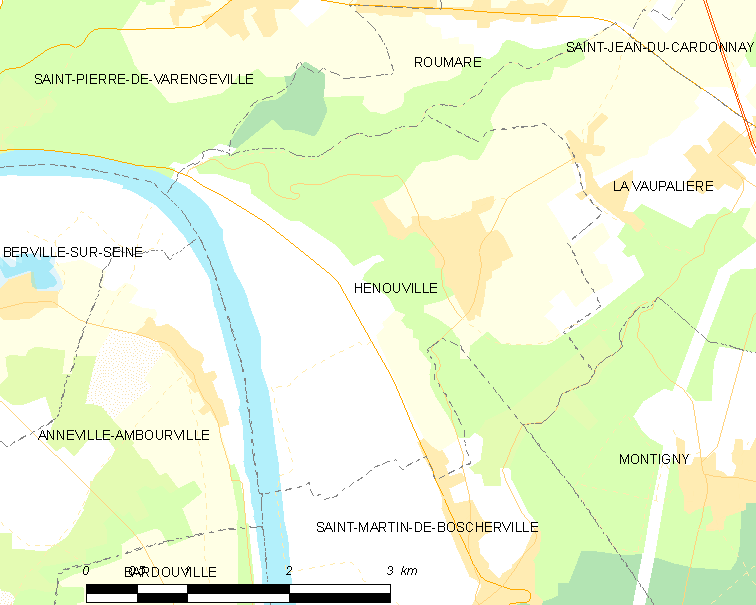
埃努维尔的OSM定位图

埃努维尔的时区为UTC+01:00、UTC+02:00（夏令时）。

## 行政
埃努维尔的邮政编码为76840，INSEE市镇编码为76354。

## 政治
埃努维尔所属的省级选区为巴朗坦县。

## 人口

1962-2008年间埃努维尔人口变化图示

埃努维尔于2022年1月1日时的人口数量为1393人。